# نیوفاندلند (جزیره)
نیوفاندلند (به انگلیسی: Newfoundland)، (به فرانسوی: Terre-Neuve)، (به ایرلندی: Talamh an Éisc)، (به باسکی: Ternua)،
(به میکماکی: Taqamkuk)، (به پرتغالی: Terra-Nova or Terranova) یک جزیره بزرگ در کانادا است که در نزدیکی ساحل شرقی آمریکای شمالی قرار دارد. این جزیره ۲۹ درصد از مساحت استان نیوفاندلند و لابرادور را شامل می‌شود. با این حال، بیش از ۶۰٪ جمعیت استان را در خود جای داده است. این جزیره توسط تنگه بل ایل از شبه‌جزیره لابرادور جدا شده. نزدیک‌ترین همسایه نیوفاندلند مجموعه جزایر فرانسوی سن پیر و میکلن است. با مساحت ۱۰۸٬۸۶۰ کیلومتر مربع (۴۲٬۰۳۱ مایل مربع)، نیوفاندلند  ۱۶ام جزیره‌ی بزرگ جهان، چهارمین جزیره بزرگ کانادا، و بزرگ‌ترین جزیره کانادایی خارج از شمال کانادا است. 
مرکز استان شهر سینت جانز است که در سواحل جنوب شرقی جزیره واقع شده است. کیپ اسپیر که در جنوب پایتخت واقع شده، شرق‌ترین نقطهٔ آمریکای شمالی، به استثنای گرینلند، است. عموما تمام جزایر مجاور مانند نیو ورلد، تویلینگیت، فوگو و بل را به عنوان می‌توان 'بخشی از نیوفاندلند' (یعنی متمایز از لابرادور) در نظر گرفت. با این طبقه‌بندی، نیوفاندلند و جزایر کوچک مرتبط با آن مساحت کلی ۱۱۱٬۳۹۰ کیلومتر مربع (۴۳٬۰۰۸ مایل مربع) دارند.
بر اساس آمار رسمی سرشماری کانادا در سال ۲۰۰۶، ۵۷٪ از مردم نیوفاندلند و لابرادور که به نظرسنجی پاسخ داده‌اند، ادعا کرده‌اند که اصلی‌ترین اجداد آن‌ها انگلیسی یا ایرلندی هستند. ۴۳.۲٪ از آن‌ها حداقل یکی از والدین انگلیسی، ۲۱.۵٪ حداقل یکی از والدین ایرلندی و ۷٪ حداقل یکی از والدین اسکاتلندی را ادعا کرده‌اند. علاوه بر این، ۶.۱٪ از جمعیت کل جزیره به عنوان حداقل یکی از والدینان خود اصل فرانسوی داشته‌اند. جمعیت کل جزیره بر اساس سرشماری سال ۲۰۰۶، ۴۷۹٬۱۰۵ نفر بود. 

## پرچم‌های نیوفاندلند

پرچم آبی "به‌روزشده" نیوفاندلند، پرچم دولت از سال ۱۹۰۴ تا ۱۹۶۵

اولین پرچم  شناخته شده از نیوفاندلند  تصویر یک درخت سرو سبز روی یک پس زمینه صورتی بود که در اوایل قرن نوزدهم به کار گرفته می‌شد.

پرچم آبی نیوفاندلند، پرچم دولت استعماری نیوفاندلند از سال ۱۸۷۰ تا ۱۹۰۴

پرچم قرمز نیوفاندلند، پرچم ملی نیوفاندلند از سال ۱۹۰۴ تا ۱۹۶۵ میلادی بود.

اولین پرچم رسمی که توسط کشتی‌های خدمت‌دهنده به دولت استعماری استفاده شده، پرچم آبی نیوفاندلند بود که در سال ۱۸۷۰ تصویب شد و تا سال ۱۹۰۴ مورد استفاده قرار گرفت. در سال ۱۹۰۴، تاج پرچم آبی با مهر بزرگ نیوفاندلند (که در سال ۱۸۲۷ تأیید شاهی را داشت) جایگزین شد و پارلمان بریتانیا پرچم‌های قرمز و آبی نیوفاندلند را به عنوان پرچم‌های رسمی ویژه نیوفاندلند مشخص کرد. پرچم‌های قرمز و آبی با مهر بزرگ نیوفاندلند در قسمت پایانی آن از سال ۱۹۰۴ تا ۱۹۶۵ به طور رسمی استفاده می‌شدند، با این تفاوت که پرچم قرمز به عنوان پرچم مدنی توسط کشتی‌های تجاری استفاده می‌شد و پرچم آبی توسط کشتی‌های دولتی (طبق سنت بریتانیایی برای شناسایی کشتی‌های تجاری/نظامی و کشتی‌های دولتی) پرچم‌داری استفاده می‌شد. 
در تاریخ ۲۶ سپتامبر ۱۹۰۷، پادشاه ادوارد هفتم انگلستان مستعمره نیوفاندلند را به عنوان یک قلمرو مستقل در امپراتوری بریتانیا اعلام کرد، و از آن زمان تا سال ۱۹۶۵، پرچم "سرخ نیوفاندلند" به عنوان نشان تجاری قلمرو نیوفاندلند استفاده می‌شد، با اینکه پرچم "آبی" نیز مختص شناسایی کشتی‌های دولتی بود. در سال ۱۹۳۱، مجلس ملی نیوفاندلند پرچم اتحادیه را به عنوان پرچم ملی رسمی انتخاب کرد، با اینکه پرچم‌های "قرمز" و "آبی" به عنوان نشان‌های شناسایی برای کشتی‌ها حفظ شدند.

پرچم اتحاد، پرچم رسمی هر دو قلمرو نیوفاندلند و استان نیوفاندلند از سال ۱۳۱۰ تا ۱۳۵۹ بود.

پرچم نیوفاندلند و لبرادور، که در تاریخ ۲۸ مه ۱۹۸۰ به عنوان پرچم استانی قانون‌گذاری شد.

در تاریخ ۳۱ مارس ۱۹۴۹، نیوفاندلند استانی از کانادا شد اما پرچم یونیون جک را در مجلس حفظ کرد و همچنان آن را به عنوان پرچم "ملی" اعلام کرد. این موضوع در سال ۱۹۵۲ توسط قانون اصلاحی آمار تصدیق شد و پرچم یونیون جک تا سال ۱۹۸۰ به عنوان پرچم رسمی نیوفاندلند باقی ماند، زمانی که به پرچم استانی فعلی جایگزین شد.